# Аркадаг (телеканал)
«Аркада́г» (туркм. Arkadag) — туркменский телевизионный канал Государственного комитета Туркменистана по телевидению, радиовещанию и кинематографии. Назван в честь второго президента Туркменистана Гурбангулы Бердымухамедова. Начал вещание 29 июня 2023 года на спутнике «TürkmenÄlem 52°E».

## История телеканала
31 марта 2023 года президент Туркменистана Сердар Бердымухамедов подписал постановление о создании телеканала «Аркадаг». Предполагалось, что он начнёт вещание с сентября в режиме 15 часов в сутки. При создании канала президент поставил следующие цели: подготовка качественных передач, «пропагандирующих великие дела и достижения» Туркменистана; повышение эффективности телевидения; совершенствование деятельности Госкомитета по телевидению, радиовещанию и кинематографии. 
Телеканал начал вещание 29 июня 2023 года в день церемонии открытия одноимённого города. В эфире транслировались программы, повествующие о городских объектах, музыкальные клипы и страницы книги «Аркадаг – город будущего».